# Libnotes (Laosa) joculator
Libnotes (Laosa) joculator is een tweevleugelige uit de familie steltmuggen (Limoniidae). De soort komt voor in het Australaziatisch gebied.